# Eoandromeda octobrachiata
L'eoandromeda (Eoandromeda octobrachiata) è un organismo estinto appartenente alla fauna di Ediacara. Visse nell'Ediacarano (circa 580 - 550 milioni di anni fa) e i suoi resti fossili sono stati ritrovati in Australia e in Cina.

## Descrizione
Sono note alcune decine di esemplari fossili di Eoandromeda, che misurano da circa 1 centimetro a 4 centimetri di diametro; possiedono un contorno circolare e otto braccia, con estremità chiuse, a spirale in senso orario o antiorario. Sono presenti creste che tagliano in diagonale sia all'interno che all'esterno i bracci a spirale. I bracci degli individui australiani sono più lunghi e più strettamente spiralati di quelli dei cinesi, nonostante gli individui australiani non raggiungano un diametro così grande; inoltre sono più spesso ripiegati.

## Classificazione
L'organismo è stato interpretato come una traccia fossile, ed è stato anche considerato come un possibile foraminifero agglutinante. Tuttavia, la scoperta dei fossili cinesi (in cui si sono conservate tracce di materia organica) hanno portato a escludere queste interpretazioni, poiché la conservazione "tipo Burgess Shale" mostrata in questi fossili richiederebbe materiale organico relativamente robusto per la fossilizzazione. La sua forma a spirale ha portato anche al confronto con embrioni fossili conservatisi anch'essi nella formazione Doushantuo in Cina; tuttavia gli studiosi non si sono pronunciati riguardo a eventuali parentele con queste forme, almeno fino a quando non verranno ritrovate forme intermedie.
L'organismo ha una somiglianza molto superficiale con gli echinodermi, gli ctenofori e alcuni altri componenti della fauna di Ediacara, ma mancano caratteristiche fisiche sufficienti per stabilire con certezza se si tratta effettivamente di un animale o no. Se lo fosse, sarebbe il più antico fossile conosciuto di un animale adulto; la sua anatomia è compatibile con quella ritenuta possibile per i primi animali. Tuttavia, non è chiaro se si tratti di un animale; le alghe, il componente dominante della formazione di Doushantuo, non possono essere del tutto escluse, anche se Eoandromeda sembra un po' troppo complesso per essere un'alga.

## Significato tafonomico
Nel periodo Ediacarano (Vendiano) vi furono due biota di organismi pluricellulari; come ormai appurato, generalmente questi biota non condividevano gli stessi membri:
- il biota di tipo Ediacara (in senso lato: un assemblaggio ecologico di tipo Ediacara, Nama, Avalon) è una comunità di metazoi e organismi problematici: Dickinsonia, Yorgia, Kimberella, Charnia, Charniodiscus, Cyclomedusa, Ediacaria, Parvancorina, Pteridinium, Rangea, Fractofusus, Tribrachidium, Hiemalora, Palaeopascichnus e molti altri. Questi organismi sono principalmente conservati come impronte positive e negative sulla base di letti di arenaria con consistenza di "pelle di elefante" e tubercoli, diagnostica di tappeti microbici (tipo di conservazione di Ediacara), impronte sabbiose in letti di arenaria (tipo di conservazione di Nama), impronte sulla superficie superiore di un'argillite coperta da cenere vulcanica, o in calcari nodulari bituminosi finemente o mediamente laminati (tipo di conservazione di Khatyspyt).
- il biota di tipo Miaohe caratterizza un assemblaggio di macrofossili algali: Beltanelloides, Mezenia, Sinospongia, Jiuqunaoella, Grypania, Liulingjitaenia, Tawuia, Calyptrina, Cucullus e altri. Questi fossili prendono la forma di una pellicola di carbonio organica e piatta; è una sorta di "ombra" lasciata dalla materia organica della carne dell'organismo (si presenta come il tipo di conservazione di Burgess Shale).

Cercare di mettere in relazione gli organismi che si conservano nelle due modalità è molto problematico, perché i due modi di conservazione preservano parti differenti degli organismi; le impronte conservano i calchi di contorno dell'organismo, mentre le pellicole carboniose mostrano l'ombra lasciata da materie organiche resistenti. Ciò ha reso molto difficile confrontare i due tipi tafonomici; Eoandromeda è uno dei pochi organismi che possono essere comparati in modo convincente in entrambe le modalità tafonomiche. Tali casi di conservazione sono noti anche per fossili di organismi imparentati ad Anfesta e Albumares della Formazione Doushantuo, per Beltanelloides sorichevae dalla formazione Lyamtsa della zona del Mar Bianco (Russia) e della Formazione Doushantuo, e forse per Cyclomedusa davidi dalla Formazione Perevalok degli Urali centrali.